# Lední hokej v Česku

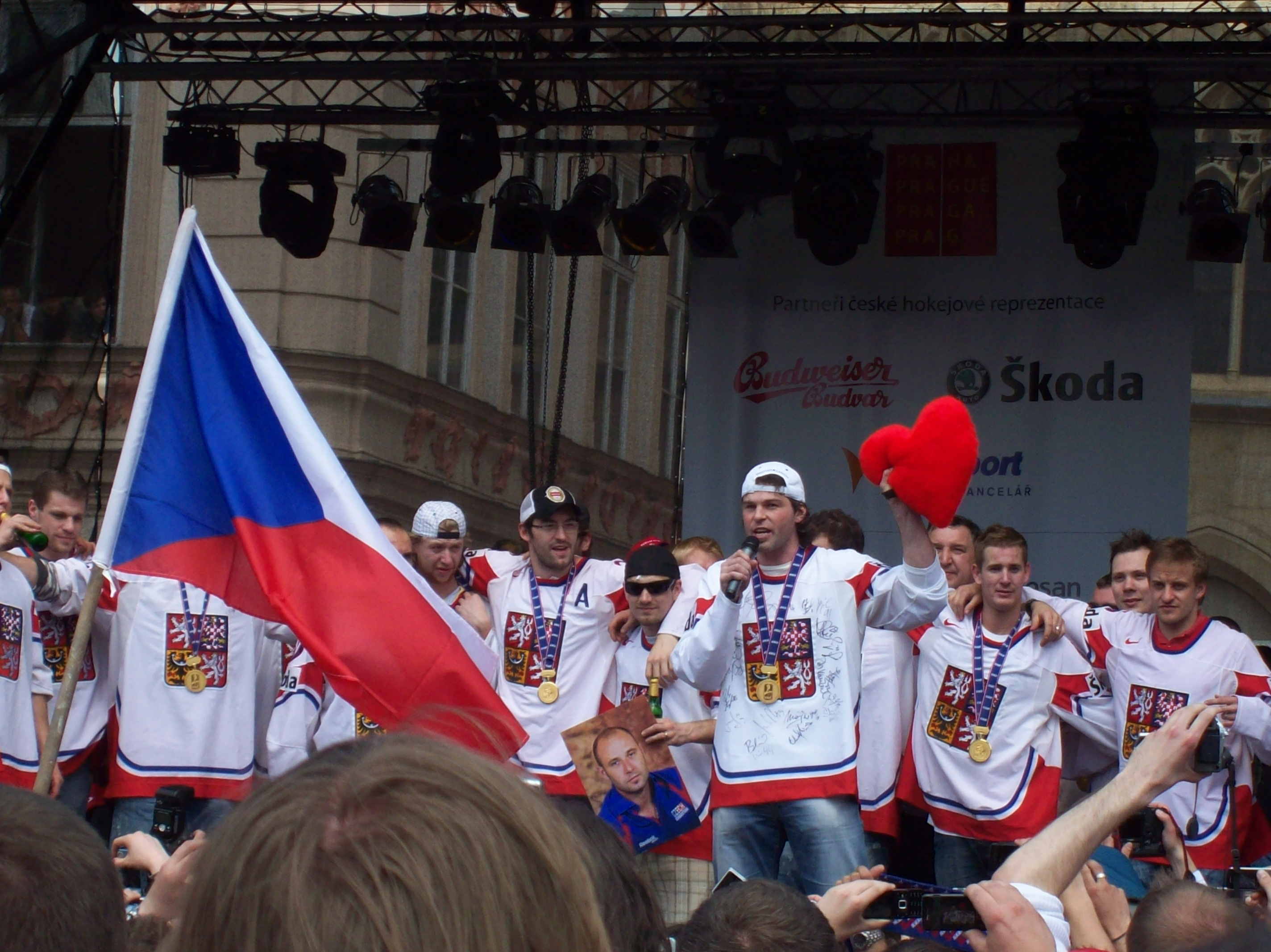
Jaromír Jágr hovoří k fanouškům po výhře na MS 2010

Lední hokej je podle výzkumu agentury Sport Invest nejsledovanějším sportem v České republice.
V ledním hokeji patří k největším reprezentačním úspěchům zlatá medaile na olympijských hrách v Naganu roku 1998, jejíž cena tkví v tom, že se turnaje zúčastnili poprvé všichni nejlepší hráči planety, včetně profesionálů ze severoamerické NHL. Ke hvězdám týmu patřili zejména Jaromír Jágr a brankář Dominik Hašek. Jágr je co do počtu bodů nejlepším aktivním střelcem v NHL a třetím nejlepším v celé historii této ligy. Dvakrát vyhrál Stanleyův pohár (1990/91 a 1991/92 s Pittsburghem Penguins). Dva Stanley Cupy má i Hašek, s Detroitem Red Wings (2001/2002, 2007/2008). Třikrát tuto prestižní trofej vyhrál Jaroslav Pouzar a Jiří Hrdina, dvakrát Petr Sýkora, Patrik Eliáš, Bobby Holík, Michal Rozsíval a Jiří Fischer. Nejvíce bodů v kanadském bodování získali v základní části NHL spolu s Jágrem, Eliášem, Holíkem a Sýkorou Milan Hejduk, Petr Nedvěd, Martin Straka a Václav Prospal, ve Stanley Cupu David Krejčí a Michal Pivoňka.
Před rokem 1989 však čeští hokejisté NHL mohli hrát jen výjimečně, přesto měli světovou úroveň, především slavná generace čtyřicátých (Vladimír Bouzek, Stanislav Konopásek, Bohumil Modrý, Václav Roziňák, Vladimír Zábrodský, Augustin Bubník, Jaroslav Drobný) a sedmdesátých let (Jiří Bubla, Ivan Hlinka, Jiří Holeček, Jiří Holík, Oldřich Machač, Vladimír Martinec, František Pospíšil, Miroslav Dvořák, Václav Nedomanský, Milan Nový, Jaroslav Holík, Milan Chalupa). Vladimír Růžička je jediným hráčem, který zažil největší úspěch 80. let (zlato z MS 1985) i let devadesátých (zlato z Nagana). Jiří Šlégr je spolu s Jágrem jediným českým členem prestižního Triple Gold Clubu, do něhož symbolicky vstupují hráči, kteří vyhráli mistrovství světa, olympijské hry i Stanleyův pohár.
Mužstvo Československa vyhrálo mistrovství světa roku 1947, 1949, 1972, 1976, 1977 a 1985. Mužstvo České republiky pak v letech 1996, 1999, 2000, 2001, 2005, 2010 a 2024. Pět zlatých z MS má František Kaberle a David Výborný, čtyři Pavel Patera a Martin Procházka.